# Гиперон
Гиперо́ны — семейство элементарных частиц, барионы, содержащие минимум один s-кварк, но не содержащие более тяжёлых кварков (c и b). Таким образом, у всех гиперонов ненулевая странность, но нулевые очарование и прелесть.

## Свойства гиперонов

Комбинация трех u-, d- или s-кварков с общим спином 3/2 формирует так называемый барионный декуплет. Шесть частиц в нижних рядах — гипероны, причём Ξ- и Σ-гипероны здесь в возбуждённых состояниях (обозначено звёздочкой), поскольку их основные состояния имеют спин 1/2 и входят в октет, см. рисунок ниже

Комбинация трех u-, d- или s-кварков с общим спином 1/2 формирует так называемый барионный октет. Шесть частиц в нижних рядах — гипероны

Все известные гипероны состоят из трёх кварков и (как и все барионы) являются фермионами. Это значит, что у них полуцелый спин, и они подчиняются статистике Ферми — Дирака. Все они взаимодействуют через сильное взаимодействие, то есть являются адронами. Они состоят из трёх лёгких кварков, по крайней мере один из которых — s-кварк, что делает их странными барионами. Гипероны в основном (невозбуждённом) состоянии распадаются напрямую или опосредованно на протон или нейтрон и один или больше мезонов за время, как правило, около 10−10 секунды (за исключением Σ0-гиперона, распадающегося за 7,4·10−20 с).
Гипероны были открыты в космических лучах в 1947 году Батлером и Рочестером, однако их существование было доказано только в 1951 году. Обнаруженные частицы (лямбда-гипероны) назвали лямбда-частицами, поскольку в большинстве случаев они распадались на протон и заряженный пион, которые образовывали на трековых снимках «вилку», напоминающую букву Λ (трек самого гиперона не был виден, так как лямбда-гиперон нейтрален, а наблюдаются треки только заряженных частиц). Взаимодействие протона с ядром, в котором рождалась частица, наблюдалось на снимке, однако до распада нейтральная частица успевала пройти достаточное расстояние, чтобы «вилка» распада не совпадала с точкой рождения. Это означало, что новая частица жила достаточно долго (2,6⋅10−10 с) по меркам микромира. Странность заключалась в том, что частица участвовала в сильных взаимодействиях (это было видно по реакциям, в которых она рождалась), а следовательно, её время жизни должно было быть очень малым (<10−20 с). Парадоксально большое время жизни большинства гиперонов связано с тем, что распад их основных состояний происходит только через слабые взаимодействия, поскольку, как выяснилось позже, сильные и электромагнитные взаимодействия не изменяют странность — новое квантовое число, которое было введено именно для объяснения необычного поведения гиперонов и К-мезонов (в последних тоже содержатся s-кварки).

## Классификация гиперонов
Кварковая модель вводит классификацию для гиперонов.
Гипероны с одним s-кварком обозначаются греческими буквами Λ (изоспин 0, электрический заряд 0) и Σ (изоспин 1, заряд −1, 0, +1). В состав лямбда- и сигма-гиперонов входят также два лёгких кварка (u- и d-) в разных комбинациях.
Гипероны с двумя s-кварками обозначаются буквой Ξ. Кси-гипероны также содержат один u- или d-кварк и имеют изоспин 1/2 и заряд соответственно 0 или −1.
Гипероны, содержащие три s-кварка, обозначаются буквой Ω. Омега-гипероны имеют нулевой изоспин и заряд −1.
Антигипероны несут обратные квантовые числа. Следует отметить, что Σ− и Σ+ не являются античастицами по отношению друг к другу, что видно хотя бы из их кваркового состава (dds и uus соответственно). Нейтральные гипероны (Λ0, Σ0, Ξ0) не являются истинно нейтральными частицами (то есть не античастицы для самих себя); так, кроме лямбда-ноль-гиперона, распадающегося чаще всего на протон и отрицательный пион, существует анти-лямбда-ноль-гиперон (Λ0), обычно распадающийся на антипротон и положительный пион.
Время жизни почти всех основных состояний гиперонов составляет около 10−10 с. Исключением является Σ0, который испытывает электромагнитный распад Σ0 → Λ0 + γ за 7,4⋅10−20 с; этот распад не изменяет странность и поэтому разрешён, тогда как другие электромагнитные распады гиперонов подавлены сохранением странности в электромагнитных и сильных взаимодействиях. Кроме основных долгоживущих состояний, существуют возбуждённые состояния (так называемые резонансы), чьё время жизни составляет 10−22—10−24 с. Такие возбуждённые состояния гиперонов обозначают как основные с добавлением в скобках их приближённой массы (округляя с шагом 5 МэВ), например: Σ(1385)− обозначает возбуждённое состояние сигма-минус-гиперона с массой 1382,8 МэВ.
Ω−-гиперон имеет странность −3, поэтому в процессе слабых распадов его на протон или нейтрон происходит многократная смена ароматa. Один такой трёхэтапный распад наблюдался в эксперименте с космическими лучами, но пока другие Ω− не были получены и исследованы при помощи ускорителей элементарных частиц, SU(3)-модель Мюррея Гелл-Манна (иногда называемая Восьмеричный путь) не была окончательно подтверждена.

## Исследования гиперонов
Первые исследования гиперонов проводились в 1950-х годах и побудили физиков создать организованную классификацию элементарных частиц. В наши дни исследования в этой области ведутся во многих лабораториях по всему миру, включая ЦЕРН, Фермилаб, SLAC, JLAB, BNL, KEK и другие. Ведутся поиски нарушения CP-инвариантности, измерения спинов, исследования возбуждённых состояний (обычно называемые спектроскопия) и поиски экзотических состояний, таких как пентакварки.